# 翰林図画院

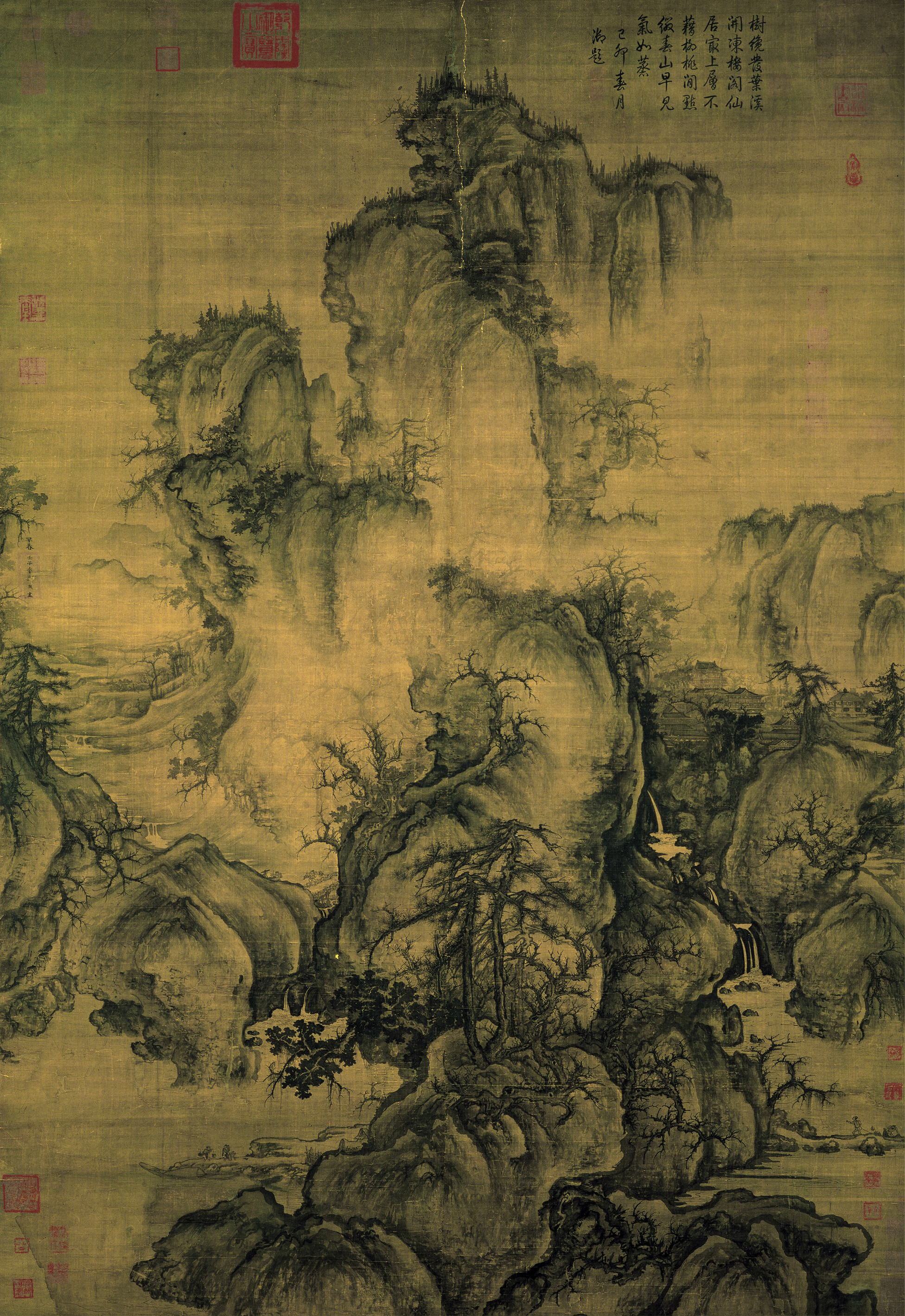
郭煕「早春図」（国立故宮博物院、台北）

翰林図画院（かんりんとがいん　繁体字: 翰林圖畫院; 簡体字: 翰林图画院; 拼音: Hànlín túhuà yuàn／英: Hanlin Painting Academy）は、中国の古い宮廷画家組織で、唐の時代に始まり宋代に最盛期を迎えた。官位が定められ若い画家の教育も行われたことから、中国版の美術アカデミーとみなされることがある。画院と略称される。
8世紀の唐代には、皇帝が下す詔勅の起草などにあたらせるため学者や文人を擁する官庁「翰林院」が設立されたが（翰は「ふで」の意）、そこには琴棋書画に秀でた人材を集めた「伎術院（ぎじゅついん）」が併設されており、はじめ「翰林図画院」は、このうちの書画を担う組織だった。のち独立して皇帝直属の機関として運営される。
最盛期の南宋時代には、とくに写実主義の洗練を通じて中国絵画をきわめて高い水準に押し上げ、「院体画」と呼ばれる独自の様式を確立した。

## 概要

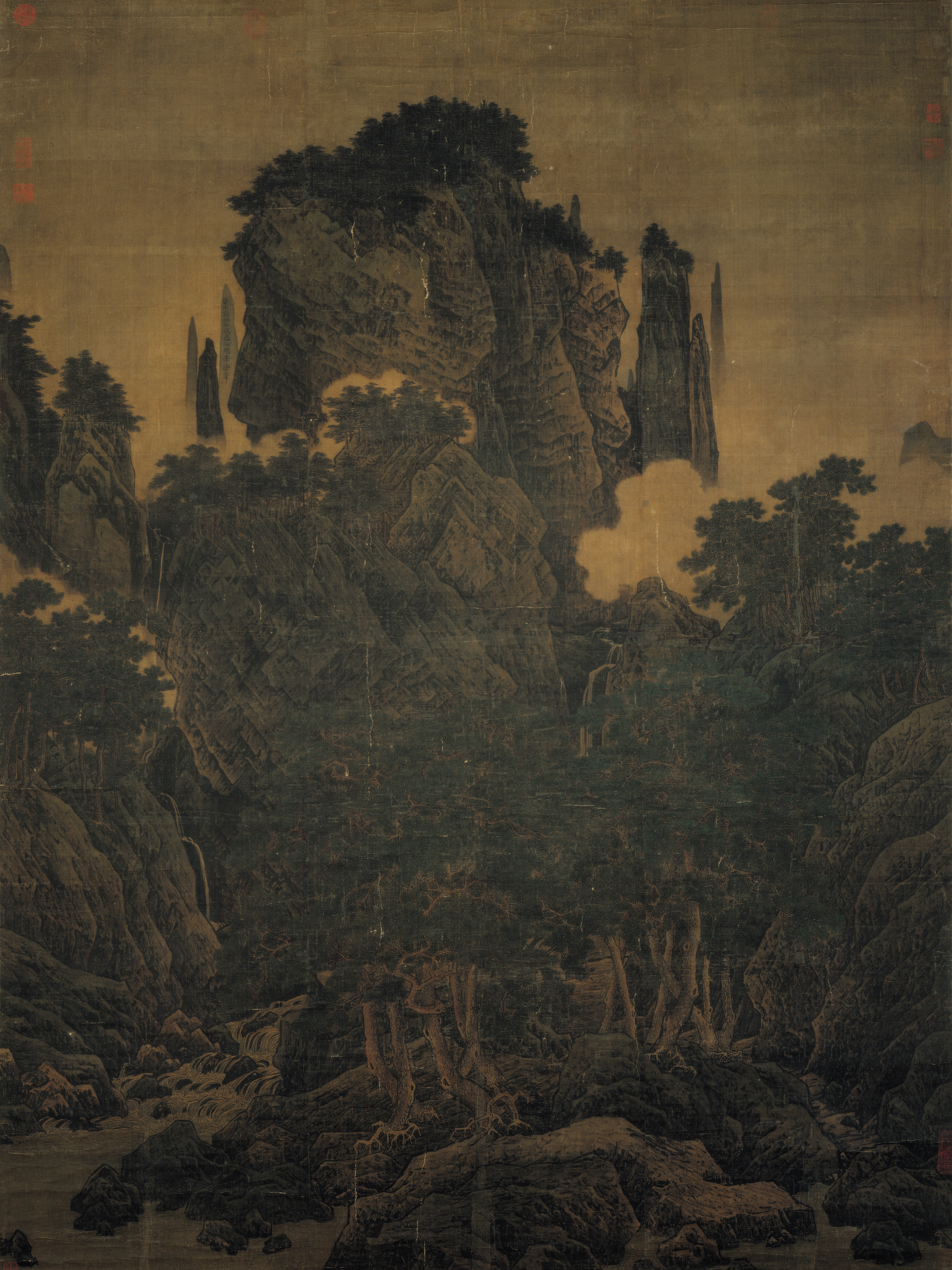
李唐「万壑松風（ばんがくしょうふう）軸」（国立故宮博物院、台北）

翰林図画院は制度上は唐の玄宗の時代に設立され（738年）、職人たちが宮廷や官庁の障壁画・装飾などの制作を行っていた。かれらは後蜀と南唐が前後して滅亡したのち地方に離散するが、北宋（960年-1127年）の雍熙元年（984年）には翰林院から画院を独立させ、そこに画人たちを呼び戻して絵画技術の継承をはかった。
宮廷画院は皇帝の直属機関として位置づけられ、選考試験で全国から画人を選抜する方法がとられた。試験では「橋のたもとにある酒家」「散る花を踏んで帰る馬」といった文章が示され、与えられた画題の造形表現に加えて、情景の想像力や古典に関する見識の高さが問われた。初期には三千人の応募に対して合格は百人余と、厳しい選抜が行われた。
合格した画人たちには官位が与えられた。まだ位をもたない者は画学生として扱われ、「仏道・人物・山水・鳥獣・花竹」といった画学が指導された。力量を認められた画家たちは幾つかのグループに分けられ、宮廷の壁画制作や、皇族の肖像画、漢民族の歴史を記録する歴史画などの制作を命じられた。
靖康の変（1127年）で北宋が瓦解したとき、金が皇族とともに宮廷画家たちを北方へ連れ去り、画院は壊滅する。わずかに金軍の手を逃れた画家たちが高宗の依る臨安に逃れて、細々と北宋の画風を伝えた。この時期には李唐（りとう）・蕭照（しょうしょう）らが活躍した。
南宋が再び力を取り戻し始めると、高宗は失われた漢文化の再興に力を注ぐ。紹興元年（1131年）に帝室博物館のような機能をもつ秘書省が設置、全国から古器や書画文書を収集した。
画院の本格的な復興時期については未知の部分が多いが、歴代の皇帝は芸術庇護に熱心で、画院も大いに栄えた。当初、皇帝たちは政治的スローガンとして故郷奪回（中原回復）を鼓舞しつづけ、画院においても『詩経（毛詩）』のような漢民族の古典や、また異民族に拉致された漢民族の悲劇として伝説となっていた蔡文姫などが、さかんに絵画化された。とくに蔡文姫を題材とした作品には、李唐の作と伝えられる「文姫帰漢図」や陳居中（ちんきょちゅう）の「文姫帰漢図軸」（ともに国立故宮博物院、台北）など名高い作例がある。
李唐は北宋時代から画院の中心にあった一人で、とくに山水画の大成者として知られる。南宋では、他に劉松年・馬遠・夏珪など大家が活躍し（李唐と合わせて南宋の四大家「李劉馬夏」などと称される）、文人画の伝統を継ぐ小品・人物画や花鳥画などさまざまな分野で傑作がつくられた。

### 画風
南宋院体画の特徴としては「詩画一致」の原則がしばしば挙げられる。これは絵画においても詩文のような詩情の表出をめざすもので、その手段として画面構成上の工夫が重ねられた。とくに風景や人物・花鳥など画題（景物）を画面の一方に配置し、その対角線上に余白を大きくあけた画面が詩情を漂わせることに成功しているとされた。こうした構成を指す「辺角の景」「残山剰水」といった評語は南宋院体画の代名詞となり、馬遠や夏珪が数多く作例を残している。

## 宋代の主な画院画家
| 燕文貴 | えんぶんき       | Yen Wengui, aka Yan Wengkuei |
| 李唐   | りとう           | Li Tang                      |
| 馬和之 | ばかし           | Ma Henzhi                    |
| 閻次于 | えんじう         | Yan Ciyu                     |
| 閻次平 | えんじへい       | Yan Ciping                   |
| 蕭照   | しょうしょう     | Xiao Zhao                    |
| 劉松年 | りゅうしょうねん | Liu Songnian                 |
| 李崇   | りすう           | Li Song                      |
| 馬遠   | ばえん           | Ma Yuan                      |
| 夏珪   | かけい           | Xia Gui                      |
| 陳居中 | ちんきょちゅう   | Chen Juzhong                 |
| 郭煕   | かくき           | Guo Xi                       |

## 文献
- 王伯敏（遠藤光一訳）『中国絵画史事典』（雄山閣出版、1996年）ISBN 463901385X
- 嶋田英誠・中澤富士雄編『世界美術大全集　東洋編　第6巻〈南宋・金〉』小学館、2000年）ISBN 4096010561
- 小川裕充監修『故宮博物院　第2巻　南宋の絵画』（日本放送出版協会、1998年）ISBN 4140802804
- 何傳馨編『文藝紹興 : 南宋藝術與文化　書画巻』（台北：国立故宮博物院、2010年）ISBN 9789575625900
- 韓剛『北宋翰林図画院制度淵源考論』（河北教育出版社、2007年）ISBN 9787543466661

概説・入門書など
- 古田真一ほか編『中国の美術　見かた・考えかた』（昭和堂、2003年）ISBN 4812201233
- Mary Tregear, Chinese Art, red. ed., Thames & Hudson, 1997年. ISBN 0500202990